# Светско првенство у кошарци за мушкарце до 19 година 2007.
Светско првенство у кошарци за мушкарце до 19. година је 2007. године одржано у Србији, у Новом Саду. Трајало је од 12. јула до 22. јула 2007. године.

## Коначни поредак
| место  | Тим          | Резултат |
| ------ | ------------ | -------- |
| Злато  | Србија       |          |
| Сребро | САД          |          |
| Бронза | Француска    |          |
| 4      | Бразил       |          |
| 5      | Аустралије   |          |
| 6      | Аргентина    |          |
| 7      | Турска       |          |
| 8      | Шпанија      |          |
| 9      | Канада       |          |
| 10     | Литванија    |          |
| 11     | Јужна Кореја |          |
| 12     | Кина         |          |
| 13     | Нигерија     |          |
| 14     | Либан        |          |
| 15     | Мали         |          |
| 16     | Португал     |          |

## Добитници медаља
- Милан Мачван, Стефан Марковић, Младен Јеремић, Стефан Стојачић, Славен Чупковић, Мирослав Радуљица, Марко Чакаревић, Марко Кешељ, Петар Деспотовић, Душан Катнић Александар Радуловић, Бобан Марјановић (главни тренер: Мирослав Николић)
- 4 Тејџуан Портер, 5 Стефен Кари, 6 Џони Флин, 7 Патрик Беверли, 8 Мет Булдин, 9 Дејвид Лајти, 10 Донте Грин, 11 Рејмар Морган, 12 Дион Томпсон, 13 Дејмиајан Холис, 14 Мајкл Бисли, 15 Деандре Џордан (главни тренер: Џери Вејнрајт)
- 4 Џеси Бегарин, 5 Никола Батим, 6 Антоан Дио, 7 Абдулаје Мбаје, 8 Оливје Ромен, 9 Алекси Аженса, 10 Беноа Мангин, 11 Едвин Џексон, 12 Руди Етилопи, 13 Ким Тили, 14 Лудовик Вати, 15 Адријен Морман (главни тренер: Ришар Бијан)